# Sigfrido Fontanelli
Sigfrido Fontanelli (Montelupo Fiorentino, Florencia, Toscana, 1 de octubre de 1947 – Montelupo Fiorentino, 20 de febrero de 2004) fue un ciclista italiano que fue profesional entre 1969 y 1978. En su palmarés destaca una victoria al Giro de Italia de 1976.

## Palmarés
1973
- 1º en el Giro delle Marche
- 1º en el Critérium de Vigolo Marchese

1974
- 1º en el Critèrium de Nodica
- Vencedor de una etapa en la Tirreno-Adriático

1975
- Vencedor de una etapa al Critérium del Dauphiné

1976
- Vencedor de una etapa en el Giro de Italia

### Resultados en el Giro de Italia
- 1970. 51.º de la clasificación general
- 1973. 68.º de la clasificación general
- 1974. 57.º de la clasificación general
- 1976. 45.º de la clasificación general
- 1977. 59.º de la clasificación general

### Resultados en el Tour de Francia
- 1975. 43.º de la clasificación general